# Gordon Hookey

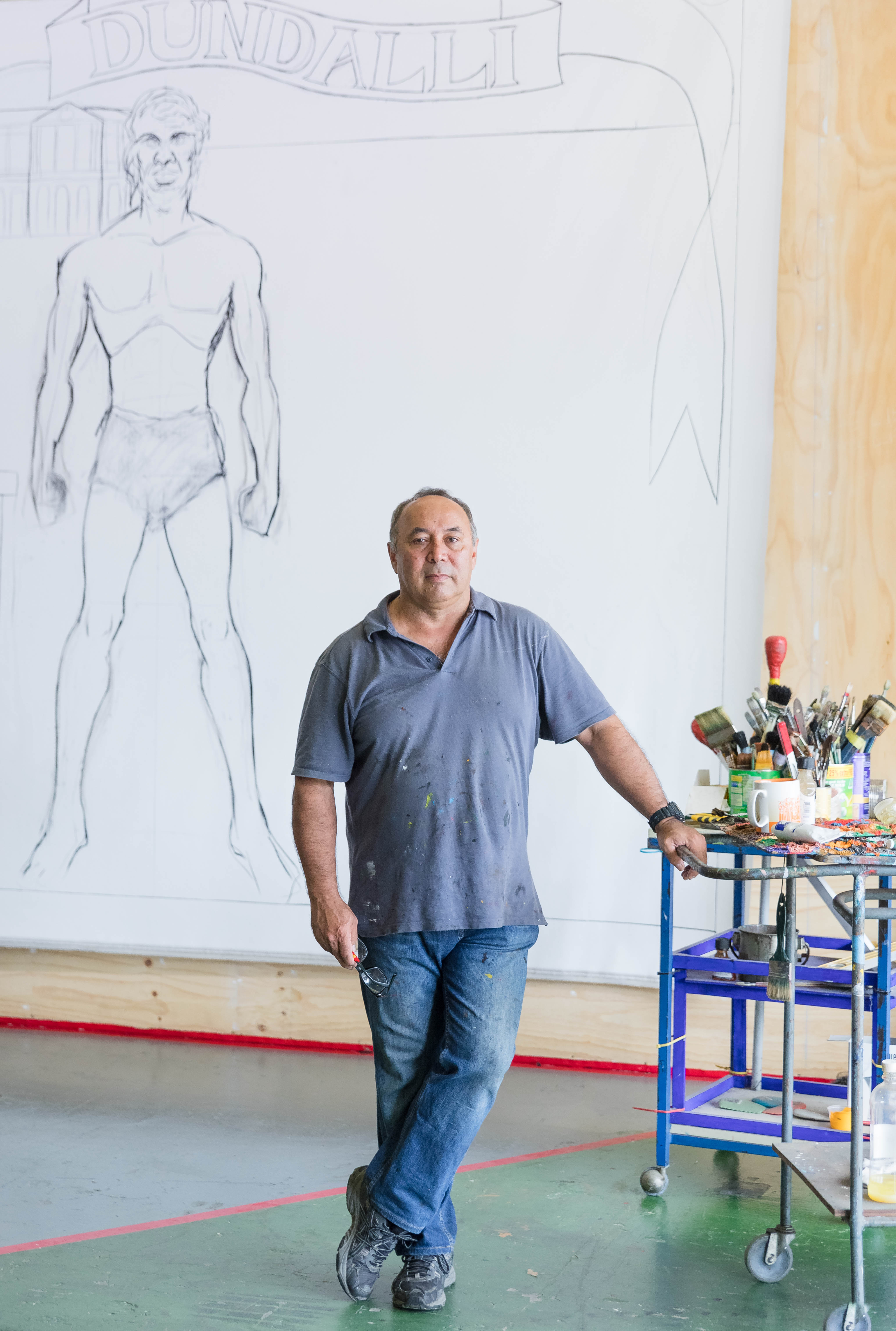
Gordon Hookey

Gordon Hookey (* 1961 in Cloncurry) ist ein australischer Maler.

## Leben und Werk
Gordon Hookey ist ein Angehöriger des Waanyi-Volks. 1984 schloss er eine Lehre als Maurer ab. Seit 1992 ist er Mitglied der Boomalli Aboriginal Artists Cooperative. Er absolvierte 1994 den Bachelor of Fine Arts am College of Fine Arts, Paddington und lebt in Brisbane, wo er seit 2006 Mitglied des Künstlerkollektivs ProppaNOW ist.
In seiner Arbeit kombiniert er figurative Zeichen, ikonische Symbole und kühne Comic-Texte mit einem ganzen Spektrum von hellen Farben. Im Mittelpunkt seiner Malerei-Serie „Murriland!“ steht die Entstehungsgeschichte des heute als Queensland bekannten Teils von Australien.
Hookey nahm an zahlreichen Ausstellungen teil, darunter 2004 die Biennale of Sydney, sowie 2017 die documenta 14 in Kassel.